# Този хубав живот
„Този хубав живот“ е български игрален филм (драма) от 1975 година на режисьора Мария Русева, по сценарий на Владимир Зарев. Оператор е Венец Димитров. Музиката във филма е композирана от Александър Йосифов. Песента изпълнява Христо Кидиков.

## Актьорски състав
- Васил Попилиев – Рашо Стойчев
- Меди Димитрова – Надя
- Светла Добринович – Росица
- Георги Стоянов – Панайотов
- Георги Русев – закупчикът Терзиев
- Георги Новаков – Братът на Рашо
- Вълчо Камарашев – Председателят на ТКЗС
- Васил Вачев – Бащата
- Димитър Бочев – Шивачът
- Иван Гайдарджиев – Кръчмарят
- Кирил Делев
- Недялка Петкова
- Димитър Милушев